# Katarzyna Grzybowska
Katarzyna Grzybowska-Franc (* 30. April 1989 in Siedlce) ist eine polnische Tischtennisspielerin. 2018 gewann sie Bronze im Einzel bei der Europameisterschaft.

## Werdegang
Grzybowska trat 2007 erstmals international auf, damals gewann sie sowohl bei der Jugend-WM als auch Europameisterschaft die Bronzemedaille mit dem Team. 2008 nahm sie allerdings nur an der Team-WM teil und kam dabei mit dem Team ins Achtelfinale.
2009 nahm sie an ihrer ersten Erwachsenen-EM teil und konnte dabei immerhin Silber mit der Mannschaft gewinnen. Im Einzel scheiterte sie vorzeitig. Bei der WM 2010 kam sie mit dem Team erneut ins Achtelfinale, wo sie an Favorit China scheiterten. Bei der EM gewann sie Bronze mit dem Team, im Einzel konnte sie damit bisher noch keine großen Erfolge erzielen.
2011 nahm die Polin an ihrer ersten Einzel-WM teil, scheiterte aber in der ersten Runde an Ding Ning. Im Doppel gelangte sie an der Seite von Katarzyna Stefanska ins Achtelfinale.
Wegen ihrer Leistungen qualifizierte sie sich für die Olympischen Spiele 2012, wurde vom polnischen Verband nur mit der Mannschaft eingesetzt, wo Grzybowska immerhin ins Viertelfinale kam. Auch bei der EM konnte sie diese Position erreichen.
2013 nahm sie an der WM teil, verlor aber wieder im Einzel in der ersten Runde, während sie im Doppel das Achtelfinale erreichte.
Das Jahr 2014 verlief relativ erfolgreich für die Polin, bei den World Tour Grand Finals konnte sie mit Natalia Partyka Siler gewinnen und so die beste Platzierung einer polnischen Spielerin bei diesem Turnier erreichen. Bei der Team-WM scheiterten se abgeschlagen in der Gruppe.
2015 spielte sie bei den Europaspielen mit, und erreichte dabei die zweite Runde im Einzel.
2016 nahm sie mit ihrer Mannschaft an der WM teil, dabei kamen sie auf den 17. Rang. Auch an den Olympischen Spielen durfte sie weder teilnehmen und kam mit dem Team wieder auf Rang 9. 2017 konnte sie mit Natalia Partyka bei der WM das Achtelfinale im Doppel erreichen, sonstige Auftritte folgten erst 2018.
2018 gewann sie ihre erste Medaille bei Europameisterschaften im Einzel, nämlich die Bronzemedaille.

## Turnierergebnisse
| Verband | Veranstaltung              | Jahr | Ort            | Land | Einzel     | Doppel        | Mixed         | Team          |
| ------- | -------------------------- | ---- | -------------- | ---- | ---------- | ------------- | ------------- | ------------- |
| POL     | Olympische Spiele          | 2012 | London         | ENG  |            |               |               | Viertelfinale |
| POL     | Olympische Spiele          | 2016 | Rio de Janeiro | BRA  |            |               |               | Viertelfinale |
| POL     | Europaspiele               | 2015 | Baku           | ASE  | letzte 48  |               |               | Viertelfinale |
| POL     | Weltmeisterschaft          | 2008 | Guangzhou      | CHN  |            |               |               | 20. Platz     |
| POL     | Weltmeisterschaft          | 2010 | Moskau         | RUS  |            |               |               | 10. Platz     |
| POL     | Weltmeisterschaft          | 2011 | Rotterdam      | NED  | letzte 128 | letzte 32     | letzte 32     |               |
| POL     | Weltmeisterschaft          | 2012 | Dortmund       | GER  |            |               |               | Viertelfinale |
| POL     | Weltmeisterschaft          | 2013 | Paris          | FRA  | letzte 128 | letzte 16     | letzte 16     |               |
| POL     | Weltmeisterschaft          | 2014 | Tokio          | JPN  |            |               |               | letzte 16     |
| POL     | Weltmeisterschaft          | 2015 | Suzhou         | CHN  | letzte 32  | letzte 16     | Viertelfinale |               |
| POL     | Weltmeisterschaft          | 2016 | Kuala Lumpur   | MAS  |            |               |               | 17. Platz     |
| POL     | Weltmeisterschaft          | 2017 | Düsseldorf     | GER  | letzte 128 | letzte 32     | letzte 64     |               |
| POL     | Weltmeisterschaft          | 2018 | Halmstad       | SWE  |            |               |               | letzte 16     |
| POL     | Europameisterschaft        | 2009 | Stuttgart      | GER  | letzte 64  | letzte 64     |               | Silber        |
| POL     | Europameisterschaft        | 2010 | Ostrava        | CZE  | letzte 128 | letzte 32     |               | Bronze        |
| POL     | Europameisterschaft        | 2011 | Danzig         | POL  | letzte 64  | letzte 16     |               | Viertelfinale |
| POL     | Europameisterschaft        | 2012 | Herning        | DEN  | letzte 64  | Viertelfinale |               |               |
| POL     | Europameisterschaft        | 2013 | Schwechat      | AUT  | letzte 64  | letzte 16     |               | Viertelfinale |
| POL     | Europameisterschaft        | 2014 | Lissabon       | POR  |            |               |               | Bronze        |
| POL     | Europameisterschaft        | 2015 | Jekaterinburg  | RUS  | letzte 32  | Viertelfinale |               | Viertelfinale |
| POL     | Europameisterschaft        | 2016 | Budapest       | HUN  | letzte 64  | letzte 16     | letzte 16     |               |
| POL     | Europameisterschaft        | 2017 | Luxemburg      | LUX  |            |               |               | Viertelfinale |
| POL     | Europameisterschaft        | 2018 | Alicante       | ESP  | Halbfinale | letzte 32     | letzte 32     |               |
| POL     | World Tour Grand Finals    | 2014 | Bangkok        | THA  |            | Silber        |               |               |
| POL     | Jugend-Weltmeisterschaft   | 2006 | Kairo          | EGY  | letzte 32  | letzte 32     | letzte 64     |               |
| POL     | Jugend-Weltmeisterschaft   | 2007 | Palo Alto      | ITA  | letzte 32  | letzte 16     | letzte 32     | Bronze        |
| POL     | Jugend-Europameisterschaft | 2005 | Prag           | CZE  | letzte 64  | letzte 32     | letzte 64     | Viertelfinale |
| POL     | Jugend-Europameisterschaft | 2007 | Bratislava     | SVK  | letzte 32  | letzte 16     | letzte 32     | Bronze        |